# Logan Mountains
Logan Mountains är en bergskedja i Kanada.   Den ligger i provinserna Yukon och Northwest Territories, i den centrala delen av landet, 3 800 km väster om huvudstaden Ottawa.
Trakten runt Logan Mountains består i huvudsak av gräsmarker. Trakten runt Logan Mountains är nära nog obefolkad, med mindre än två invånare per kvadratkilometer.